# Kilidž

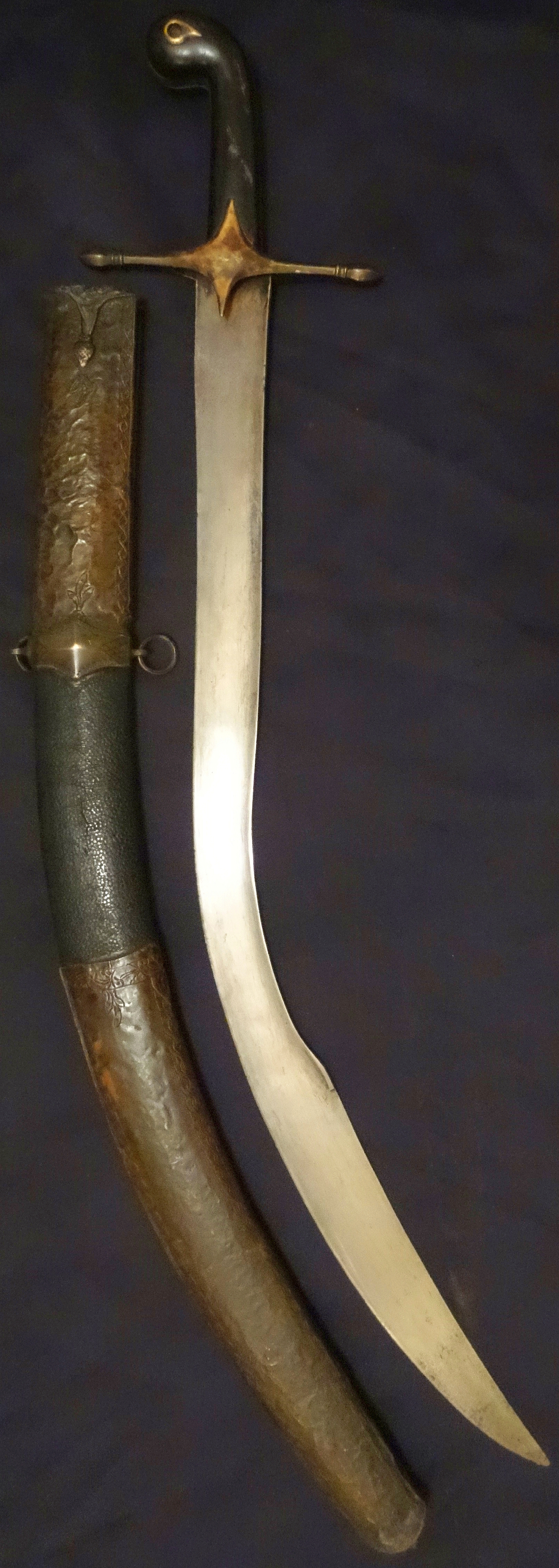
Kilidž

Kilidž (turecky kılıç) je turecká šavle. Je lehce zakřivená, jednosečná, jednoruční, čepel obvykle dosahuje délky 66 až 80 centimetrů. Počátky tohoto typu šavle se tradují až do pozdní doby Siungnuů a popularita zbraně velmi rostla během islamizace Turků, kdy jí dominantně používaly jejich islámské armády. Kilidž byl hojně užíván i během invaze Turků do Anatolie.